# Giovanni Sercambi
Giovanni Sercambi (Lucca, 18 febbraio 1347 o 1348 – Lucca, 1424) è stato uno scrittore e illustratore italiano.

## Biografia
Nato a Lucca il 18 febbraio del 1347 (o 1348) ereditò dal padre la bottega di speziale, esercitando un'attività che nel Medioevo comprendeva anche la produzione ed il commercio di libri; partecipò attivamente alla vita politica cittadina sostenendo l'eminente famiglia lucchese dei Guinigi dalla quale rimase alla fine deluso per l'ingratitudine dimostratagli dal nuovo Signore Paolo Guinigi.
La sua opera storiografica, le Croniche, è divisa in due parti; nella prima, conservata nel manoscritto 107 dell'Archivio di Stato di Lucca, vengono narrati gli avvenimenti che vanno dal 1164 al 1400, nella seconda (conservata nello stesso archivio in Archivio Guinigi, 266) quelli tra il 1400 e il 1423. L'opera rimase incompiuta, e nelle ultime pagine si fa accenno all'epidemia di peste che avrebbe ucciso l'autore un anno più tardi.

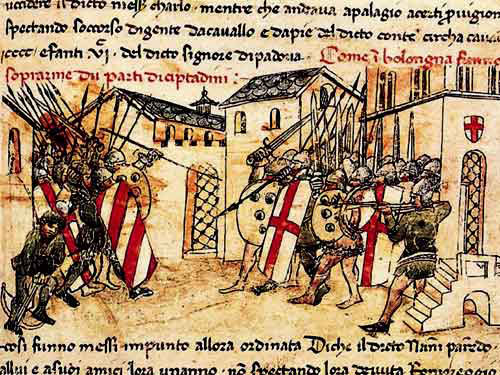
Giovanni Sercambi, illustrazione con rappresentazione delle lotte tra Guelfi e Ghibellini
nella città di Bologna.

Nelle Novelle, giunteci attraverso la copia eseguita dal nipote Giannino e destinato alla fruizione di una ristretta cerchia di amici, il Sercambi si riallaccia soltanto parzialmente alla tradizione narrativa boccacciana, privilegiando gli aspetti salaci e municipali, espressi nel colorito vernacolo lucchese, che lo avvicinano piuttosto al Trecentonovelle di Franco Sacchetti e al  Pecorone  di Ser Giovanni Fiorentino. Come nel Decameron l'occasione della narrazione (cornice) è offerta da un'epidemia pestilenziale (probabilmente quella che piagò Lucca nel 1374), ma la brigata, invece di raccogliersi in una villa, si mette in cammino lungo un itinerario che, ricalcando quello del Dittamondo di Fazio degli Uberti, la porta a girovagare per l'intera penisola italiana. Tra una novella e l'altra (in tutto 155) sono inseriti numerosi intermezzi poetici, desunti per lo più dall'opera del rimatore fiorentino Niccolò Soldanieri.
Ingiustamente considerata a lungo come opera rozza e priva di qualità, le Novelle rimase lungamente orfano di un'edizione integrale, anche a causa della straordinaria pudicizia con la quale fu custodito l'unico esemplare manoscritto superstite (ora conservato nella Biblioteca Trivulziana di Milano con la segnatura 193), a lungo di proprietà della nobile famiglia dei marchesi Trivulzio.
Di significativo valore storico sono da considerarsi le Cronache delle cose di Lucca, dal 1164 al 1424. Depositati nell'Archivio di Stato di Lucca vi sono una serie di disegni a colori, per mano del Sercambi. Da uno di questi si vede riprodotta la costa tirrenica toscana, con i porti esistenti nel sec. XIV (porto Talamone, alle falde dei monti dell'Uccelliera; porto Populonia o Piombino, alla foce del Cornia; porto Pisano, alla foce dell'Arno; la fossa regia, nella selva omonima; la fossa all'Abate; il porto Motico o rocca di Motrone; la fossa del Frigido a Massa; il Portovenere).

## Edizioni delle opere
- Croniche di Lucca de Giovanni Sercambi, Lucca, Archivio di Stato, Deposito legale 2006
- Ganfo pellicciaio, sta in Elena De Paolis, Il comico nella letteratura, Firenze, Editoriale Paradigma, 1991, pp. 109-111
- La poesia nelle Croniche di Giovanni Sercambi, Furio Possenti, Lucca, Pacini Fazzi, 1974
- Novelle inedite di Giovanni Sercambi tratte dal Codice trivulziano 193 a cura di Rodolfo Renier, Ristampa anastatica, Bologna, Forni, 1971
- Novelle inedite di Giovanni Sercambi, Firenze, Libreria Dante, 1886